# Bijenwas

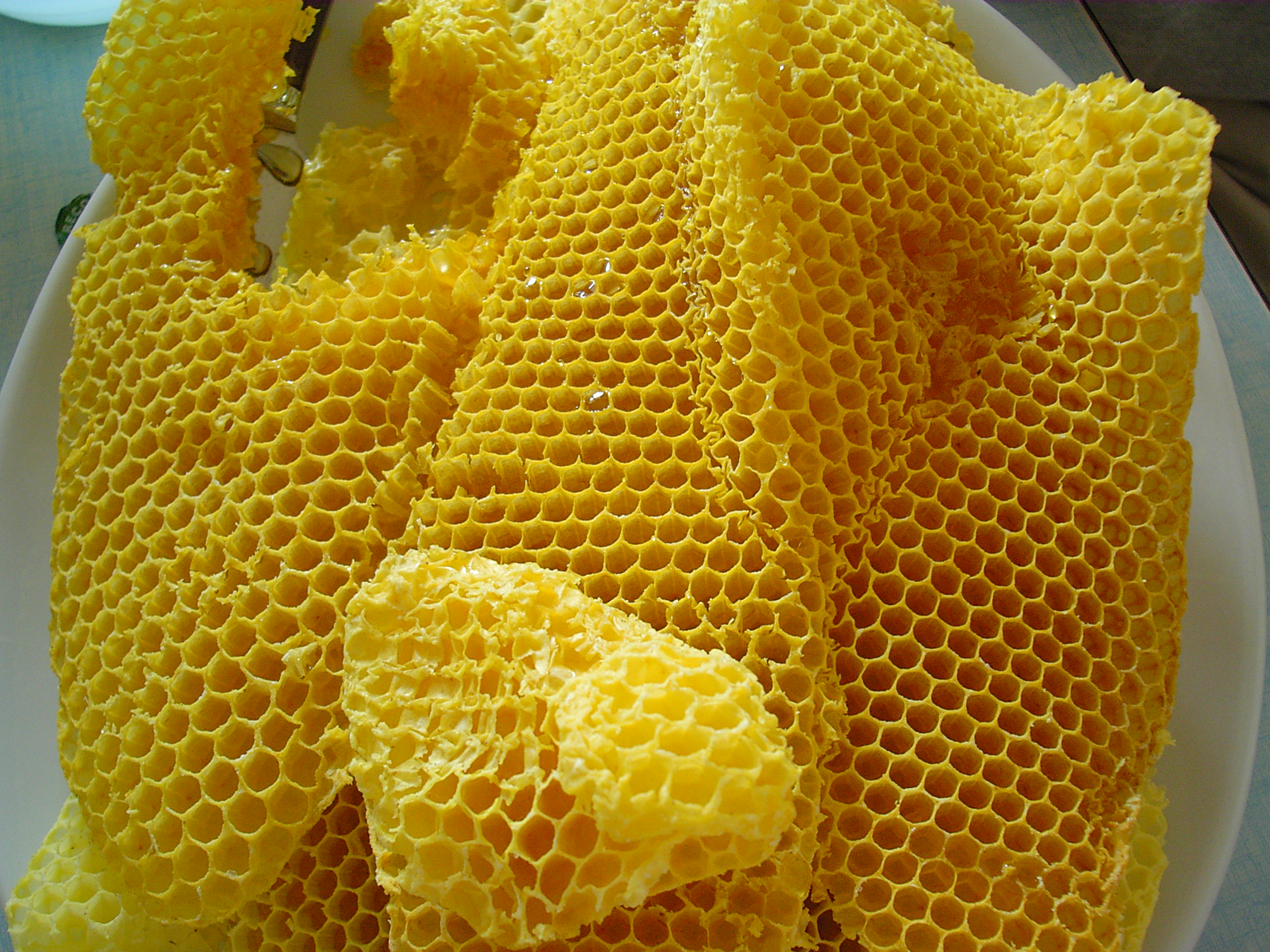
Honingraten

Bijenwas is een vettige stof die door sommige soorten bijen wordt geproduceerd en waaruit zij de wanden maken van de cellen die zich in het nest in de raten bevinden en waarin honing en stuifmeel worden opgeslagen en jong bijenbroed wordt opgekweekt.
Bijenwas is een stevige substantie met een vrij hoog molecuulgewicht, die tussen de 62 en 65 °C smelt. Als toevoeging aan levensmiddelen is het bekend als E-nummer 901.

## Samenstelling
Bijenwas bestaat voornamelijk uit esters van vetzuren met vetalcoholen met lange ketens. Dit in tegenstelling tot vetten die hoofdzakelijk uit esters van glycerol bestaan. Bijenwas bestaat voor ongeveer 60% uit myricine dat op haar beurt uit ongeveer 30% myricylpalmitaat C15H31–COO–C30H61 bestaat. Verder komen in bijenwas cerotinezuur C25H51–COOH, melissinezuur en vergelijkbare zuren (12%), alkanen (ongeveer 14%), alcoholen (ongeveer 1%) en andere stoffen, zoals bijensoortspecifieke aromastoffen (6%) voor.

Palmitinezuurmyricylester

## Herkomst
Was is naast honing een belangrijk product van de imkerij. Twaalf tot achttien dagen oude werkbijen maken de was met behulp van wasklieren, die aan weerszijden van het achterlijf, tussen het 3e en 6e buiksegment zitten. Elke wasspiegel heeft ongeveer 20.000 waskliertjes. De vloeibare was vormt in de buitenlucht 8 milligram zware plaatjes. De net uitgescheiden was is wit, maar wordt later geel gekleurd door de uit het stuifmeel opgenomen olie dat caroteen bevat.
In de imkerij kunnen wasraten enkele malen worden hergebruikt. Oude raten worden verrijkt met organische supplementen zoals cellulose, afkomstig van coconvorming en pollen. Bijen zullen oude raten na herhaaldelijk gebruik over laten aan de afbrekende actie van de larven van de wasmot. Ze kunnen ook worden gesmolten en gereinigd. Het wasbrood is dan beschikbaar voor nieuwe raat in de imkerij of andere toepassingen.
Toen nog met korven geïmkerd werd veroorzaakte het oogsten van de honing vernietiging van het nest. De raten konden niet worden hergebruikt en zodoende had de imker ook een flinke wasproductie.

### Recycling
Uit het omgesmolten wasbrood kunnen platen gemaakt worden met een opdruk van een raatstructuur. Deze worden in een bijenkast opgehangen om de bijen te helpen bij de nestbouw. Na een seizoenwissel zal het bijenvolk de nieuwe cellen, als onderdeel van een nieuwe of verbouwde raat, een andere constructie geven. De nieuwe cellen zijn groter en bedoeld voor mannelijke bijen ofwel darren. Om de ontwikkeling hiervan te beperken manipuleert de imker het bijenvolk door het aanbieden van een dwingend patroon, de "waswafel" of de "kunstraat". De celafdruk in deze waswafel of kunstraat dwingt de bij tot het uitbouwen van kleinere cellen of "werkstercellen". Hierdoor kan een bijennest zich ruimer ontwikkelen wat een gunstige invloed op de productiviteit. Minder wasproductie bespaart energie zodat meer honing overblijft die de imker kan oogsten.
Er kan een probleem optreden bij het hergebruik van was. Er kunnen residuen van de gebruikte bestrijdingsmiddelen, die de imker tegen ziektes in de korf inzet of in het verleden inzette, in de gerecycleerde was terechtkomen. Een aantal van deze bestrijdingsmiddelen zijn esterachtige verbindingen. Doordat was een verzameling is van esterachtige- en vetachtige producten, lossen deze middelen gemakkelijk op in de wasconstructie en deze kunnen dus de waswafels vervuilen. Bij het hergebruik kan de residu-concentratie steeds hoger worden (cumulatief) en kan het zijn dat zulke restproducten vanuit de was in de honing belanden.

## Toepassingen
Mensen gebruiken was voor vele doeleinden, onder andere om kaarsen van te maken en in boenwas of als poetsmiddel voor onbewerkte houten voorwerpen en vloeren. Voor onder meer drop wordt bijenwas als glansmiddel gebruikt. Ook in crèmes en andere cosmetica wordt veel gebruikgemaakt van bijenwas en derivaten van bijenwas.
Bijenwas wordt gebruikt voor het zogenoemde wassen (smeren) van kammen en staven van een traditionele windmolen.
De INCI-namen van bijenwas zijn:
- Cera alba (witte, gebleekte bijenwas)
- Cera flava (gele bijenwas)

### Bijenwas in de kunst en ambacht
Bijenwas wordt in de schilderkunst gebruikt als bindmiddel. In de techniek encaustiek worden pigmenten vermengd met hete bijenwas, hars, en nog een paar stoffen. Het levert zeer goed houdbare schilderingen op met een transparante kwaliteit. De beroemde Fajoemportretten (Egypte, 1e-3e eeuw) zijn in deze techniek geschilderd. Ook in Griekenland werd de techniek vanaf de 5e eeuw voor Christus toegepast. De verf hoeft in deze techniek niet te drogen, alleen af te koelen, zodat er direct weer lagen overheen kunnen worden aangebracht.
Ook in de anatomie werden wassen modellen gebruikt, een bekende kunstenaar was Jules Baretta.
Ook in de beeldhouwkunst wordt bijenwas vanouds gebruikt, om mee te boetseren of om wasafgietsels uit te vormen voor het gieten met de verlorenwasmethode).
Een klassieke boekbinder gebruikt bijenwas om garen te waxen Ook wordt het gebruikt om glans aan te brengen op houten sculpturen.

## Afbeeldingen

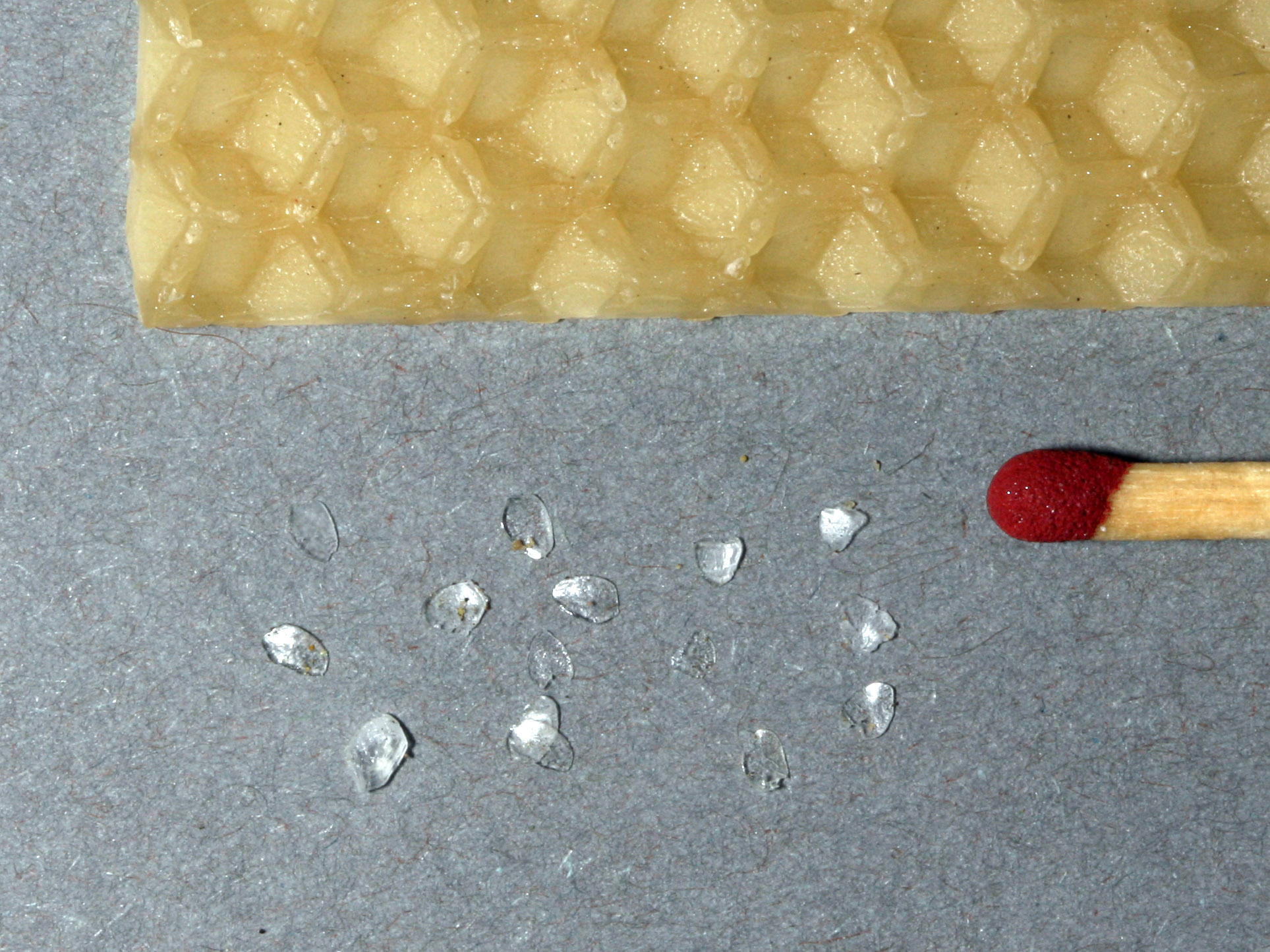
Net uitgescheiden nog witte wasplaatjes met daarboven een tussenwand van bijenwas
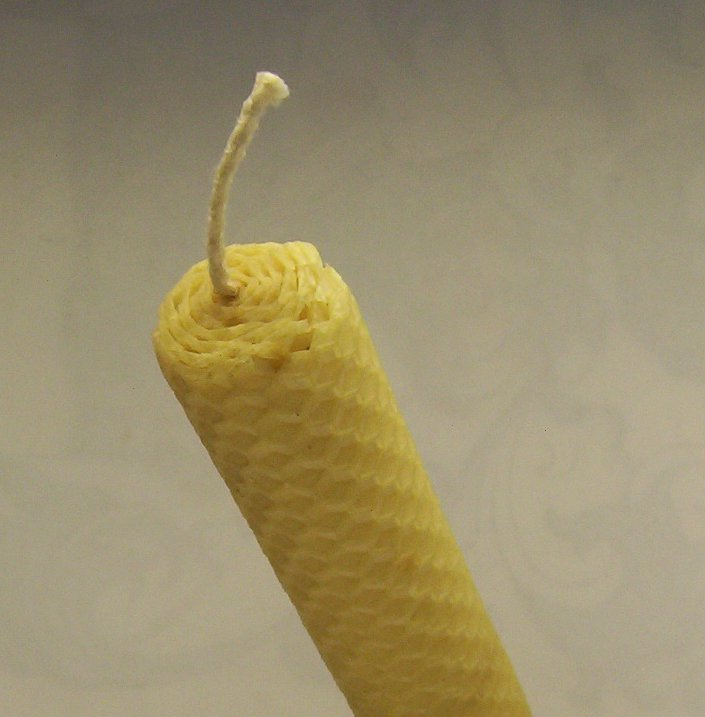
Kaars van een opgerolde plaat kunstraat
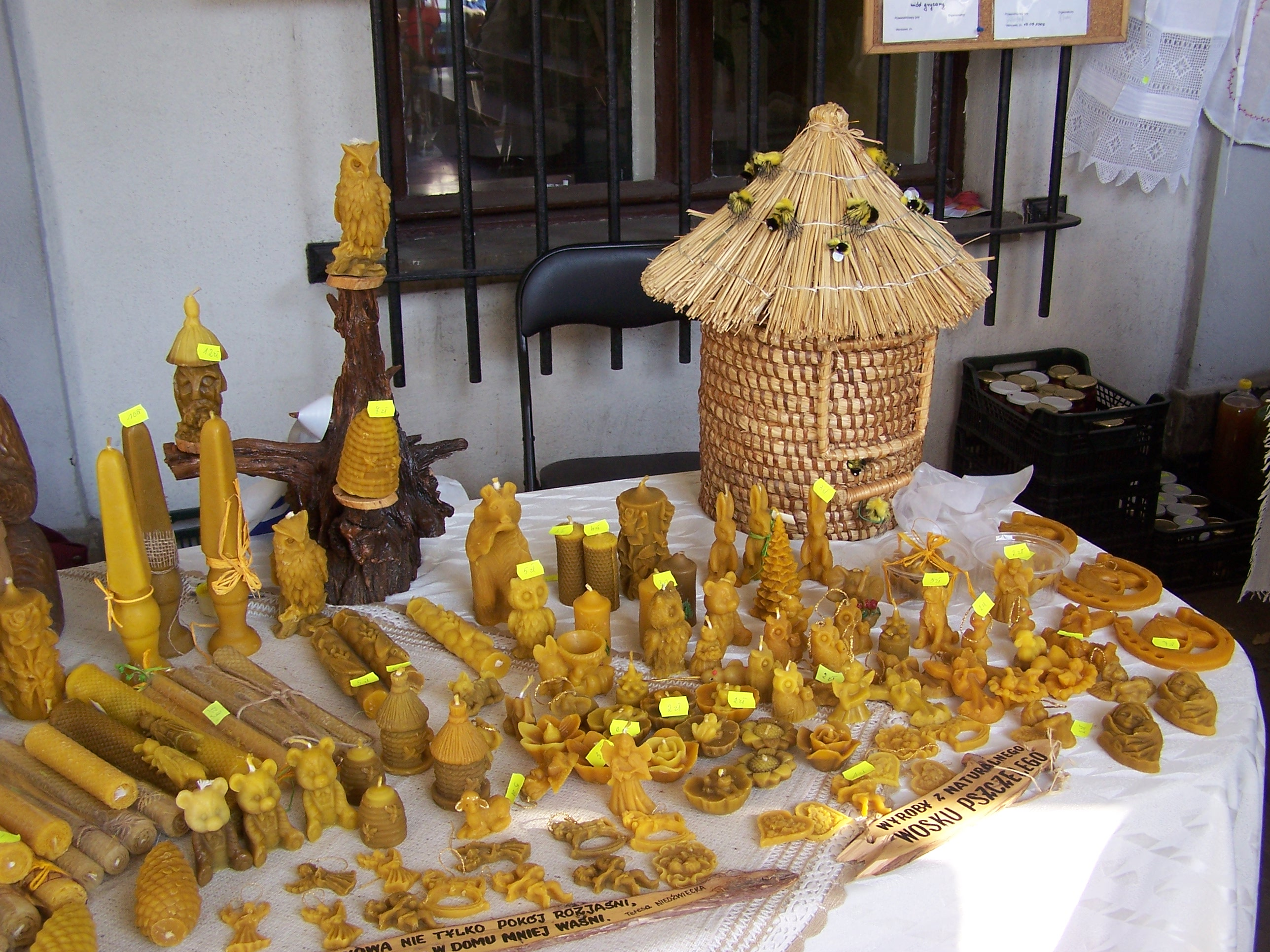
Kaarsen en beelden van was
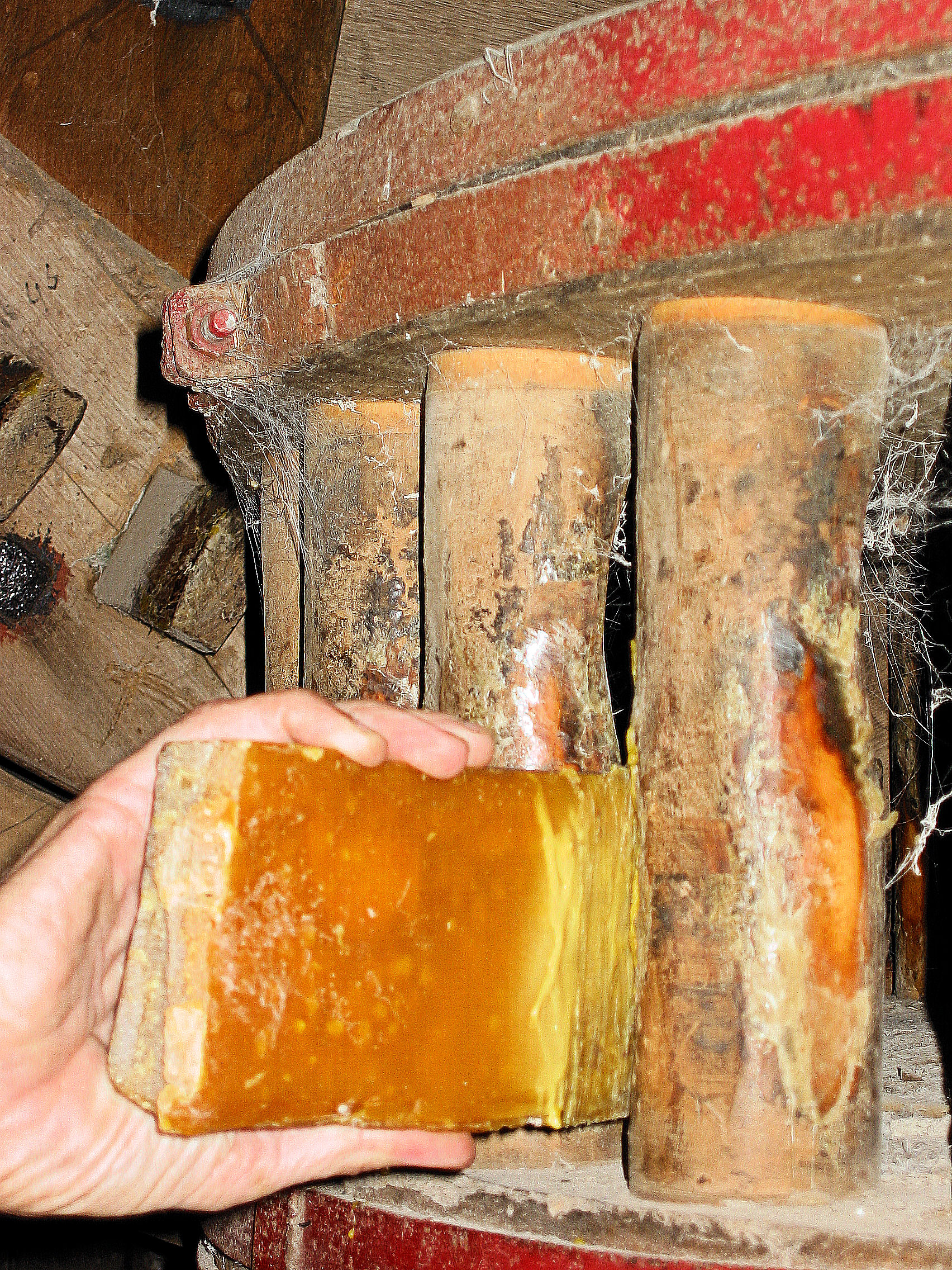
Het 'wassen' van staven in een molenrad
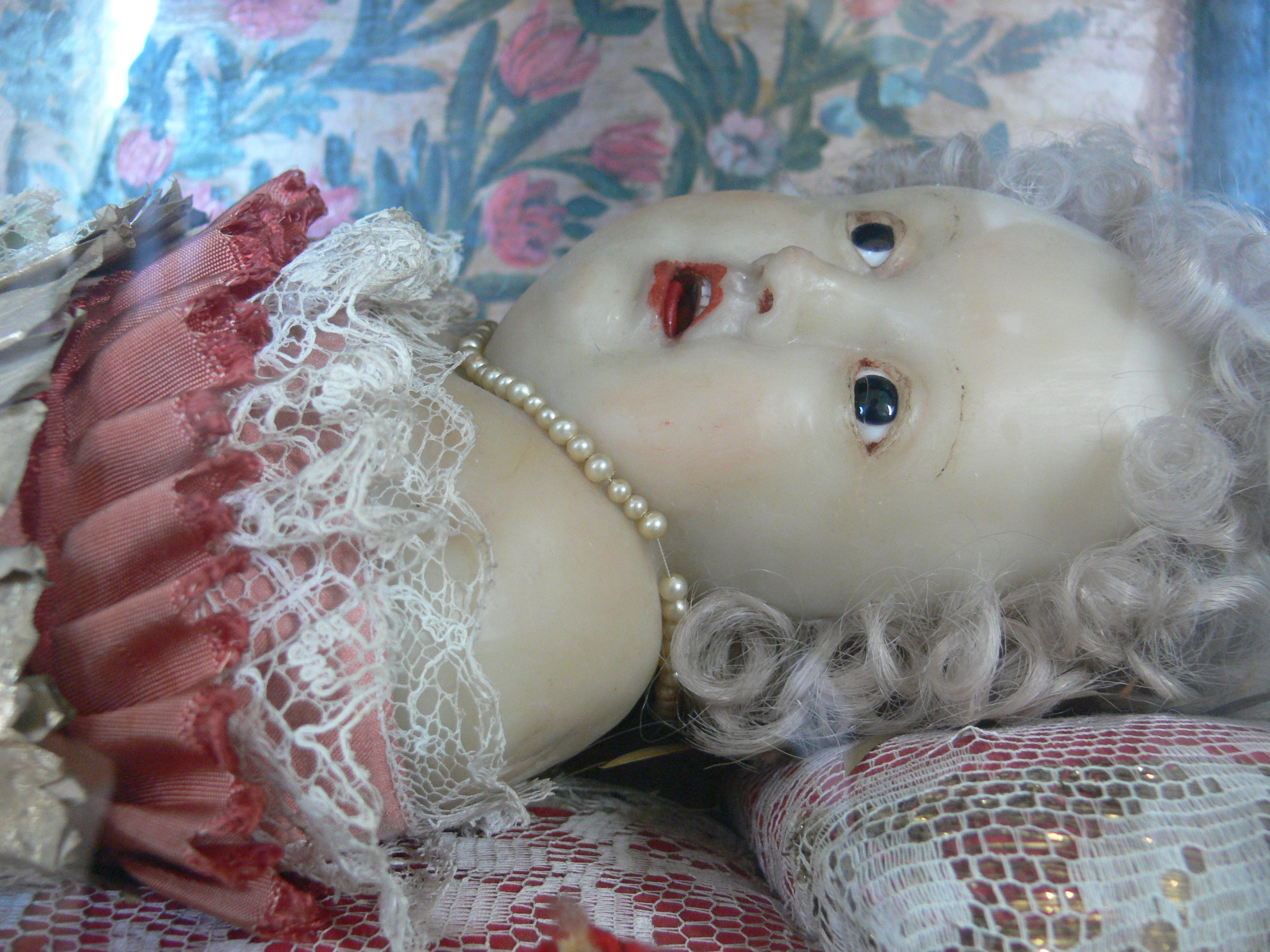
Detail van een wassen kind Jezus, volkskunst